# Ali Saibou
Ali Saibou (ur. 1940 w Dingazi Banda, zm. 31 października 2011 w Niamey) – polityk Nigru, wojskowy, przewodniczący Najwyższej Rady Wojskowej, a następnie prezydent kraju od 14 listopada 1987 do 16 kwietnia 1993.

## Życiorys
Przejął władzę w kraju po śmierci prezydenta Seyniego Kountché w listopadzie 1987. W 1989 utworzył Ruch Narodowy na rzecz Rozwijającego się Społeczeństwa (MNSD) i wprowadził nową konstytucję. W 1991 wprowadził system wielopartyjny. W listopadzie tego samego roku utracił poparcie armii, a na funkcji lidera MNSD zastąpił go Tandja Mamadou. Zwycięzcą pierwszych demokratycznych wyborów prezydenckich z marca 1993 został Mahamane Ousmane z konkurencyjnej partii Konwencja Demokratyczna i Społeczna (CDS), a Saibou wycofał się z życia politycznego.

## Odznaczenia
- Kawaler Orderu Narodowego (Niger, 1973)[1]
- Oficer Orderu Narodowego (Niger, 1978)[1]
- Komandor Orderu Narodowego (Niger, 1983)[1]
- Wielki Oficer Orderu Narodowego (Niger, 1987)[1]
- Krzyż Wielki Orderu Narodowego (Niger, 1989)[1]
- Krzyż Męstwa (Niger)[3]
- Narodowy Order Zasługi (Gwinea, 1982)[1]
- Komandor Legii Honorowej (Francja), 1983)[1]
- Wielki Oficer Narodowego Orderu Zasługi (Francja, 1983)[1]
- Order Zasługi (Kamerun, 1961)[1]
- Komandor Orderu Narodowego (Mali, 1980)[1]
- Wielki Krzyż Zasługi z Gwiazdą Orderu Zasługi Republiki Federalnej Niemiec (RFN)[3]
- Krzyż Wielki Narodowego Orderu Lwa (Senegal)[3]